# Curtis Brown
Curtis Brown (ur. 11 marca 1956 w Elizabethtown) – amerykański astronauta i pilot wojskowy.

## Życiorys
W 1974 ukończył szkołę w Elizabethtown, a w 1978 inżynierię elektryczną na Air Force Academy. Jako podporucznik został skierowany przez United States Air Force Academy w Colorado Springs na szkolenie lotnicze do Laughlin Air Force Base w Del Rio w Teksasie, które ukończył w lipcu 1979. W styczniu 1980 ukończył kurs w Davis-Monthan Air Force Base w Arizonie. Później służył jako instruktor i pilot doświadczalny m.in. w  Eglin Air Force Base na Florydzie. Ma wylatane ponad 6000 godzin.

## Kariera astronauty
5 czerwca 1987 został wyselekcjonowany przez NASA jako kandydat na astronautę, w sierpniu 1988 ukończył kurs. Od 12 do 20 września 1992 był pilotem misji STS-47 trwającej 7 dni, 22 godziny i 30 minut; start i lądowanie nastąpiły w Centrum Kosmicznym im. Johna F. Kennedy’ego. Od 3 do 14 listopada 1994 jako pilot uczestniczył w misji STS-66 trwającej 10 dni, 22 godziny i 34 minuty; lądowanie nastąpiło w Edwards Air Force Base w Kalifornii. Od 19 do 29 maja 1996 jako pilot brał udział w misji STS-77 trwającej 10 dni i 39 minut. Od 7 do 19 sierpnia 1997 był dowódcą misji STS-85 trwającej 11 dni, 20 godzin i 26 minut. Od 29 października do 7 listopada 1998 dowodził misją STS-95, trwającą 8 dni, 21 godzin i 44 minuty. Od 20 do 28 grudnia 1991 jako dowódca uczestniczył w misji STS-103, trwającej 7 dni, 23 godziny i 10 minut. 
Łącznie spędził w kosmosie 57 dni, 17 godzin i 3 minuty. Po tej misji 31 grudnia 1999 opuścił NASA, przechodząc jako astronauta na emeryturę. Ma stopień pułkownika United States Air Force.
Stowarzyszenie Uczestników Lotów Kosmicznych (Association of Space Explorers) przyznało mu Universal Astronaut Insignia za lot orbitalny (nr 279).